# Honest Thief
Honest Thief ist ein US-amerikanischer Action-Thriller aus dem Jahr 2020. Regie führte Mark Williams, nach einem Drehbuch von ihm und Steve Allrich. Die Hauptrolle des geläuterten Tresorknackers übernahm Liam Neeson.

## Handlung
Tom Dolan ist über die Jahre zu einem Meisterdieb geworden, doch als er sich in Annie Wilkins, die Angestellte eines Lagerhauses verliebt, will er ein neues Kapitel aufschlagen und sich dem FBI stellen. Als er aus einem Hotel dort anruft, glaubt FBI-Agent Sam Baker ihm nicht, schickt aber seine Untergebenen John Nivens und Ramon Hall, um ihn zu befragen. Dolan übergibt ihnen den Schlüssel des Lagerraums, in dem die Beute versteckt ist, aber Nivens überzeugt Hall, das Geld zu stehlen und es für sich zu behalten. Nivens und Hall suchen Dolan wieder in seinem Hotel auf; aber als Baker unerwartet eintrifft, ermordet Nivens Baker und Dolan ist gezwungen, mit Annie zu fliehen.
Dolan erzählt Annie alles und bittet sie, sich ein Versteck zu suchen, da er um ihre Sicherheit fürchtet. Sie kehrt jedoch in ihr Büro im Lagerhaus zurück, um die Speicherkarte einer Überwachungskamera zu holen, die zeigt, dass Nivens und Hall das Geld gestohlen haben. Nivens und Hall tauchen auf und Nivens schlägt Annie bewusstlos, glaubt aber, sie sei tot. Tom Dolan findet die bewusstlose Annie und rast mit ihr zum Krankenhaus. Nivens taucht dort später auf, um Annie zu töten, kommt aber nicht in ihre Nähe, da Agent Meyers, der Kollege des ermordeten Baker und jetzt sein Vorgesetzter, auch anwesend ist.
Später holt Dolan Annie aus dem Krankenhaus, lässt sie an einem sicheren Ort zurück und sprengt dann Nivens’ Haus in die Luft. Nivens flieht in den Unterschlupf, in dem das Geld versteckt ist und trifft sich dort mit Hall, wo Dolan sie konfrontiert. Als Nivens entdeckt, dass Hall das Beweisvideo an Dolan übergeben hat, ermordet er ihn, verwundet Dolan und flieht mit der Beute. Dolan hatte aber vorher eine Bombe unter dem Fahrersitz in Nivens’ Auto  platziert zwingt ihn, ein Bombenkommando anzufordern, um sie zu entschärfen. Als die Polizei das gestohlene Geld entdeckt, wird Nivens verhaftet.
Agent Meyers erhält ein Diktiergerät, das das Gespräch zwischen Nivens und Hall vor dem Schusswechsel im Unterschlupf aufgezeichnet hat und damit Dolans Unschuld am Tod von Agent Baker beweist. Tom Dolan stellt sich selbst, und Agent Meyers verspricht, sich für eine Strafmilderung einzusetzen, Annie bleibt ihm treu.

## Produktion
Am 12. Oktober 2018 kommunizierten die Produzenten die Besetzung von Liam Neeson und Kate Walsh als Tresorknacker Tom Dolan bzw. seine Lebenspartnerin Annie in dem Thriller „Honest Thief“ unter der Regie von Mark Williams, wobei Jai Courtney und Jeffrey Donovan in Gesprächen für weitere Rollen waren. Tai Duncan, Myles Nestel, Williams und Craig Chapman produzierten den Film. Courtney und Donovan wurden zusammen mit Anthony Ramos bestätigt, und Robert Patrick kam im November zur Besetzung hinzu. Die Dreharbeiten begannen am 5. November 2018. Der Film, der in Boston spielt, wurde in und um Worcester im US-Bundesstaat Massachusetts gedreht.

## Veröffentlichung
Im Januar 2020 erwarb Briarcliff Entertainment die Vertriebsrechte an dem Film und legte die Veröffentlichung für den 4. September 2020 fest. Im Juni 2020 wurde angekündigt, dass Open Road Films den Film gemeinsam mit Briarcliff in den Verleih bringen würde. Nachdem der Film wegen der andauernden COVID-19-Pandemie vorübergehend aus dem Programm genommen worden war, kam er am 16. Oktober 2020 in den USA heraus.

## Rezeption
Bis zum 5. Dezember 2020 hat Honest Thief in den Vereinigten Staaten und Kanada 13,8 Millionen Dollar und in anderen Gebieten 14 Millionen Dollar eingenommen, was einer weltweiten Gesamtsumme von 27,8 Millionen Dollar entspricht.
Bei Rotten Tomatoes erhält der Film auf der Grundlage von 111 Rezensionen eine Zustimmungsquote von 41 Prozent. Bei Metacritic hat er eine Durchschnittsbewertung von 46/100, basierend auf 21 Kritiken, was auf „gemischte bzw. durchschnittliche Kritiken“ hinweist.
Das Lexikon des internationalen Films bemängelt, dass der „mittelmäßige[] Action-Thriller […] sich ganz aufs Charisma seines Hauptdarstellers“ verlasse „und seinem guten Cast in Sachen Charakterentwicklung ansonsten wenig zu tun“ gebe.

## Synchronisation
| Rolle             | Darsteller           | Synchronsprecher  |
| ----------------- | -------------------- | ----------------- |
| Tom Dolan         | Liam Neeson          | Helmut Gauß       |
| Annie Wilkins     | Kate Walsh           | Sabine Falkenberg |
| Agent John Nivens | Jai Courtney         | Paul Matzke       |
| Agent Sean Meyers | Jeffrey Donovan      | Peter Lontzek     |
| Agent Ramon Hall  | Anthony Ramos        | Adam Nümm         |
| Agent Sam Baker   | Robert Patrick       | Ronald Nitschke   |
| Beth Hall         | Jasmine Cephas Jones | Anke Hillenbrand  |

Die Synchronisation führte die Scalamedia GmbH in Berlin durch. Christian Schneider führte sowohl Dialogbuch als auch Dialogregie.